# Andriej Andriejew (generał)
Andriej Andriejewicz Andriejew (ros. Андрей Матвеевич Андреев, ur. 17 października?/30 października 1905 w Petersburgu, zm. 17 listopada 1983 w Moskwie) – radziecki dowódca wojskowy, generał pułkownik, Bohater Związku Radzieckiego (1945).

## Życiorys
W 1922 ukończył szkołę 2 stopnia, od sierpnia 1924 służył w Armii Czerwonej, był żołnierzem oddziału pogranicznego w obwodzie mińskim, w 1927 skończył Białoruską Szkołę Pograniczną OGPU w Mińsku, a w 1935 Wyższą Pograniczną Szkołę NKWD w Moskwie.
W latach 1935–1938 był zastępcą dowódcy pułku ds. politycznych, dowódcą dywizjonu, komendantem szkoły pułkowej i dowódcą batalionu w 13 pułku wojsk NKWD w Ałmaty, w 1939 ukończył Akademię Wojskową im. Frunzego i został szefem 5 siestrorieckiego pogranicznego oddziału wojsk NKWD w obwodzie leningradzkim. Od listopada 1939 do marca 1940 jako dowódca 5 operacyjnego pułku wojsk NKWD uczestniczył w wojnie z Finlandią.
Od 1941 brał udział w wojnie z Niemcami jako dowódca 5 pogranicznego oddziału wojsk NKWD (czerwiec-lipiec 1941), szef ochrony tyłu wojskowego 23 Armii (lipiec-wrzesień 1941) i dowódca oddziałów pospolitego ruszenia w Siestroriecku (obecnie część Petersburga) (wrzesień 1941). Następnie we wrześniu-październiku 1941 był dowódcą 43 Dywizji Piechoty, od października 1941 do kwietnia 1942 dowódcą 86 Dywizji Piechoty, w kwietniu-maju 1942 zastępcą dowódcy 23 Armii, a od maja do października 1942 zastępcą dowódcy 42 Armii. Walczył na Froncie Leningradzkim i w obronie Leningradu, 23 lipca 1942 został ranny. W listopadzie 1942 został dowódcą formowanej wówczas z pograniczników na tyłach Dalekowschodniej Dywizji Piechoty, od lutego do listopada 1943 dowodził 102 Dywizją Piechoty, od listopada 1943 do września 1944 29 Korpusem Piechoty, a od września do listopada 1944 4 Gwardyjskim Korpusem Piechoty.
W listopadzie-grudniu 1944 był zastępcą dowódcy 47 Armii, następnie dowódcą 129 korpusu piechoty, walczył na Froncie Centralnym (od lutego do października 1943), Białoruskim (od października 1943 do lutego 1944) i 1 Białoruskim, brał udział m.in. w bitwie pod Kurskiem, operacji orłowskiej, czernihowsko-pyrjatyńskiej, homelsko-rzeczyckiej, bobrujskiej, brzesko-lubelskiej, walkach na przyczółku warecko-magnuszewskim, operacji warszawsko-poznańskiej, pomorskiej i berlińskiej. Uczestniczył w wyzwoleniu Warszawy 17 stycznia 1945.
Po wojnie dowodził 125 korpusem piechoty w Grupie Wojsk Radzieckich w Niemczech, od stycznia do sierpnia 1946 dowodził 4 Gwardyjskim Korpusem Piechoty w Grupie Wojsk Radzieckich w Niemczech, od sierpnia 1946 do maja 1947 7 Gwardyjskim Korpusem Piechoty w Leningradzkim Okręgu Wojskowym, a od kwietnia 1947 do czerwca 1948 19 Korpusem Piechoty w Zakaukaskim Okręgu Wojskowym. Od kwietnia 1949 do grudnia 1950 był zastępcą dowódcy, a od grudnia 1950 do stycznia 1954 dowódcą 3 Armii Uderzeniowej w Grupie Wojsk Radzieckich w Niemczech, od stycznia 1954 do czerwca 1957 dowódcą 28 Armii w Grodnie, a od czerwca 1957 do czerwca 1960 dowódcą wojsk Woroneskiego Okręgu Wojskowego.
W 1956 otrzymał stopień generała pułkownika.
Od czerwca 1960 do sierpnia 1961 był starszym przedstawicielem Głównego Dowództwa Zjednoczonych Sił Zbrojnych Państw-Stron Układu Warszawskiego w Albańskiej Armii Ludowej, a od stycznia 1962 do sierpnia 1963 w Czechosłowackiej Armii Ludowej, od sierpnia 1963 do sierpnia 1973 był komendantem Wojskowego Instytutu Języków Obcych, następnie zakończył służbę wojskową.
W latach 1956–1960 był członkiem KC KPB. W latach 1955–1959 był deputowanym do Rady Najwyższej Białoruskiej SRR 4 kadencji, a 1958-1962 do Rady Najwyższej ZSRR 5 kadencji.
Został pochowany na Cmentarzu Kuncewskim. Jego imieniem nazwano ulicę w Siestroriecku.

## Odznaczenia
- Złota Gwiazda Bohatera Związku Radzieckiego (6 kwietnia 1945)
- Order Lenina (dwukrotnie - 6 kwietnia 1945 i 15 listopada 1950)
- Order Czerwonego Sztandaru (pięciokrotnie - 7 kwietnia 1940, 26 sierpnia 1941, 6 lutego 1942, 3 listopada 1944 i 5 listopada 1954)
- Order Kutuzowa I klasy (23 lipca 1944)
- Order Bohdana Chmielnickiego I klasy (29 maja 1945)
- Order Suworowa II klasy (16 września 1943)
- Order Czerwonej Gwiazdy (31 października 1964)
- Order Znak Honoru (22 lutego 1968)
- Medal jubileuszowy „W upamiętnieniu 100-lecia urodzin Władimira Iljicza Lenina”
- Medal „Za zwycięstwo nad Niemcami w Wielkiej Wojnie Ojczyźnianej 1941–1945”
- Medal „Za wyzwolenie Warszawy”
- Medal „Za zdobycie Berlina”
- Medal „Za obronę Leningradu”
- Medal „Weteran Sił Zbrojnych ZSRR”
- Medal Za zasługi w obronie granic państwowych ZSRR
- Krzyż Złoty Orderu Virtuti Militari (Polska, 19 grudnia 1968)
- Order Krzyża Grunwaldu (Polska)

I inne.